# Stàrie Parati
Stàrie Parati (en rus: Старые Параты) és un poble de la República de Marí El, a Rússia, que en el cens del 2010 tenia 312 habitants. Pertany al districte rural de Voljsk.